# Nasty Savage
Nasty Savage est un groupe de heavy et thrash metal américain, originaire de Brandon, en Floride. Le groupe se popularise au milieu des années 1980 particulièrement grâce au chanteur « Nasty ». Après deux séparation, Nasty Savage se reforme en 2016, et prévoit la sortie d'un nouvel album studio.

## Biographie
Le groupe est à l'origine formé à une date inconnue sous le nom de Nightmare. Concrètement, Nasty Savage se forme en 1982 par le guitariste Ben Meyer et le bassiste Fred Dreshigan à Brandon, en Floride. Une fois devenu un quintette, le groupe enregistre et une publie une première démo intitulée Wage of Mayhem. La démo comprend quatre chansons orientées thrash metal influencées quelque peu par Judas Priest et Mercyful Fate. 
Cette démo leur permet de signer au label Metal Blade Records, auquel le groupe publie un premier album studio intitulé Nasty Savage en 1985. Fred Dreschigan doit quitter le groupe à la suite d'une blessure à la main ; il est remplacé pour leur deuxième album par Dezso Istvan Bartha. Leur deuxième album, intitulé Indulgence, est publié  en 1987, deux ans après le premier. En 1988 sort l'EP Abstract Reality EP, suivi d'un nouvel album, Penetration Point en 1989. Ils se séparent ensuite en 1990. En 1991, le bassiste Chris Moorhouse meurt à la suite d'un accident de voiture.
Douze ans plus tard, le groupe se réunit officiellement en automne 2002,. Ils publient un album intitulé Psycho Psycho, en mars 2004 en Europe à travers Metal Blade Records. L'album contient un total de 12 chansons, ainsi qu'une nouvelle version de la démo classique Savage Desire. Avant cette sortie, le 28 février 2004, une réédition de Indulgence, est publiée. En janvier 2008, le groupe est confirmé pour le festival Keep It True organisé le 15 novembre 2008 au Soundpark-Ost (ex-Rockpalast) de Wurtzbourg, en Allemagne. Nasty Savage joue son « tout dernier concert » le 5 mai 2012 au Crowbar de Ybor City, en Floride,.
En janvier 2016, le groupe se réunit et annonce l'enregistrement d'un nouvel album prévu en été la même année.

## Membres

### Membres actuels
- Fred Dregischan - basse (1983-1985, depuis 2016)[1]
- David Austin - guitare (1983-1990, 1998, 2002-2012, depuis 2016)[1]
- Nasty Ronnie - chant (1983-1990, 1998, 2002-2012, depuis 2016)[1]
- Greg Gall - batterie (depuis 2016)[1]
- Demian Gordon - guitare (depuis 2016)[1]

### Anciens membres
- Curtis Beeson - batterie (1983-1990, 2004-2012)[1]
- Ben Meyer - guitare (1983-1990, 1998, 2002-2012)[1]
- Dezsõ István Bartha - basse (1986-1987)[1]
- Chris Moorhouse - basse (1988 ; décédé la même année)[1]
- Richard Bateman - basse (1988-1990, 1998, 2002-2012)[1]
- Jim Coker - batterie (2002-2003)[1]
- John Mahoney 	- guitare (2016)[1]

## Discographie
- 1985 : Nasty Savage
- 1987 : Indulgence
- 1988 : Abstract Reality (EP)
- 1989 : Penetration Point (1989)
- 2002 : Wage of Mayhem EP (2002)
- 2004 : Psycho Psycho (2004)